# Mate. Feed. Kill. Repeat.
Mate. Feed. Kill. Repeat. ist ein Demo-Album der US-amerikanischen Metal-Band Slipknot. Sie gilt als die erste Veröffentlichung der Band.

## Entstehung
Nach der Gründung von Slipknot 1995 tat man sich mit dem Produzenten Sean McMahon zusammen und nahm das Demo innerhalb von sieben Monaten auf. Das Album wurde im SR Audio, einem Studio in ihrer Heimat Des Moines in Iowa aufgenommen. Dort nahmen Slipknot später auch ihr selbstbetiteltes Debütalbum auf. Die Band musste das Album selbst finanzieren. Insgesamt kam man bei den Kosten auf 40.000 US-Dollar. Als das Album abgemixt wurde, verließ Gründungsmitglied Donnie Steele die Band. Gründe waren, dass er es wegen seiner Religion nicht mehr für angebracht hielt Mitglied bei Slipknot zu sein. Sein Nachfolger wurde Mick Thomson. Durch die Veröffentlichung von Mate. Feed. Kill. Repeat. erweckte Slipknot das Interesse großer Plattenfirmen. Die Demo wurde in einer Auflage von 1000 Exemplaren verkauft und gilt daher als Sammlerstück.

## Stil
Auf dem Demo experimentierten Slipknot mehr als sie es auf ihren späteren Alben taten. So ist beispielsweise der Song Confessions am Jazz orientiert. In weiteren Songs sind die Gitarren zudem vom Funk beeinflusst worden. Trotzdem ist an einigen Liedern erkennbar, welchen Weg die Band später eingeschlagen hat. Beispiele hierfür sind Slipknot oder Only One. Das Album enthält außerdem Einflüsse aus dem Death Metal.

## Trackliste
| # | Titel                | Länge | Anmerkung |
| - | -------------------- | ----- | --- |
| 1 | Slipknot             | 6:55  | Slipknot wurde für Slipknots Debüt-Album neu geschrieben und aufgenommen. Er ist unter dem Titel (Sic) auf dem Album vorzufinden. |
| 2 | Gently               | 5:16  | Gently wurde für das Album Iowa neu aufgenommen.                                                                                  |
| 3 | Do Nothing/Bitchslap | 4:19  | |
| 4 | Only One             | 2:33  | Only One wurde für das Debüt-Album der Band neu aufgenommen.                                                                      |
| 5 | Tattered & Torn      | 2:35  | Tattered & Torn wurde ebenfalls für Slipknot neu aufgenommen.                                                                     |
| 6 | Confessions          | 5:05  | |
| 7 | Some Feel            | 3:36  | |
| 8 | Killers are Quiet    | 10:32 | Killers are Quiet ist die Vorlage für den Song Iowa, aus dem gleichnamigen Album.                                                 |

## Trivia
- Das Cover zeigt Schlagzeuger Joey Jordison, der nackt in einem Käfig sitzt.
- Mick Thomson ist im Booklet der Demo als Gitarrist angegeben, obwohl er an den Aufnahmen nicht beteiligt war.
- Auch der später für das Sampling verantwortliche Craig Jones ist im Booklet als Mitglied aufgelistet. Er war ebenfalls nicht an den Aufnahmen beteiligt.[5] Jones stieg kurz nach Steeles Ausstieg bei Slipknot ein.[5]
- Der Strichcode der Demo lautet 742617000027. Nach ihm wurde das Intro des Debüt-Albums der Band benannt.
- Keines der Bandmitglieder besitzt ein Exemplar von Mate. Feed. Kill. Repeat.[9]
- Der Titel des Demos sowie weite Teile der Liedtexte beziehen sich auf das Pen-&-Paper-Rollenspiel Werewolf: The Apocalypse des US-amerikanischen Rollenspielverlags White Wolf, welches einen großen Einfluss auf die Gründungsmitglieder der Band ausübte.[10]